# دلم تنگ است
 دلم تنگ است نام یک آلبوم موسیقی اثر  امین الله رشیدی، هنرمند ایرانی است که در سبک  سنتی تهیه شده و دارای ۱۰ آهنگ است. 

## فهرست آهنگ‌ها
| ردیف | آهنگ        |
| ۱    | آسمان       |
| ۲    | آواز عشاق   |
| ۳    | دل رمیده    |
| ۴    | دلم تنگ است |
| ۵    | گفتم گفتا   |
| ۶    | جام هوس     |
| ۷    | جان جهان    |
| ۸    | جلوهٔ عشق    |
| ۹    | می‌خواهم     |
| ۱۰   | موج آرزوها  |